# Ford Mondeo
Ford Mondeo — среднеразмерный автомобиль европейского филиала компании Ford. Первое поколение «Мондео» создавалось в качестве «всемирного» (само название — от фр. «Monde» — «мир») автомобиля, разработанного усилиями расположенных по всему миру подразделений «Форда» и продающегося на рынках всего мира без особых изменений. Однако на практике этот автомобиль был разработан преимущественно силами немецкого филиала «Форда» Ford Werke Gmbh. и соответственно был ориентирован в первую очередь именно на европейский рынок
В результате его продажи в Северной Америке оказались достаточно скромными, хотя в Европе и его и вышедший в 1998 году обновлённый вариант ждал мгновенный коммерческий успех. Для рынка США и Канады автомобиль оказался просто излишне дорогим для своего размера — первое поколение было классифицировано EPA всего лишь как «компактный» автомобиль (Compact car).
После появления в 2000 году более крупного и дорогого по сравнению с предшественником II поколения продажи местных вариантов на базе «Мондео» — Ford Contour и Mercury Mystique — на рынке в Северной Америке были свёрнуты, так как специалисты предсказывали ещё худшие продажи нового поколения на этих рынках. Вместо них была разработана адаптированная к местным условиям модель Ford Fusion. По классу и габаритным размерам Fusion был практически аналогичен Mondeo III поколения, использовал родственные двигатели серии Duratec и некоторые компоненты его салона, например — передние сидения и часть центральной консоли, но в целом это была совершенно независимая разработка в полной мере учитывающая специфику целевого рынка, в частности — Fusion был сравнительно дёшев относительно Mondeo. При этом в некоторых странах Южной Америки продажи Mondeo продолжались.
Возврат к концепции «всемирного автомобиля» был осуществлён лишь в четвертом поколении Mondeo / Fusion, причём его разработка осуществлялась в основном американским отделением компании Ford в Детройте — было решено адаптировать модель в первую очередь к рынку с наибольшими ценовым и конкурентным давлением, а затем адаптировать к запросам европейского потребителя. Американский Ford Fusion выпускался с 2013 модельного года (с осени 2012 календарного), европейская же премьера аналогичного Mondeo была отложена до осени 2014 года. 

## Первое поколение
Mondeo первого поколения (1993—1996) впервые был представлен 23 ноября 1992 года, а продажи начались 22 марта 1993 года. Был доступен как четырёхдверный седан, пятидверный хетчбэк и пятидверный универсал, все модели для европейского рынка производились на заводе Форда в бельгийском городке Генке.
Mondeo сменил в модельном ряду Ford Sierra в Европе и Ford Telstar в большинстве стран Азии, в то время как Ford Contour и Mercury Mystique заменил Ford Tempo и Mercury Topaz в Северной Америке. В отличие от Sierra, Mondeo имеет передний привод, реже полный привод, который доступен только в автомобилях первого поколения.

Одним из ключевых моментов в маркетинговой компании автомобиля был упор на высочайший уровень пассивной безопасности, обусловленный применением инновационного программного обеспечения компании Ford при проектировании. Между тем на практике по результатам испытаний по методике EuroNCAP, более жёстких, чем принятые на момент его разработки, Mondeo I показал невысокие результаты — три звезды из пяти, высокий риск травмирования грудной клетки и ног водителя. Низкие результаты, продемонстрированные в краш-тестах EuroNCAP даже автомобилями, до того считавшимися весьма безопасными, привлекли широкое внимание к данной проблеме и имели следствие в виде резкого повышения пассивной безопасности следующих поколений автомобилей. Рестайлинг в середине цикла был запущен в октябре 1996 года, оставив только двери, крышу и задние боковые панели универсала такими же, как у первого поколения. Обширный редизайн 1996 года был известен как Mondeo Mk II.

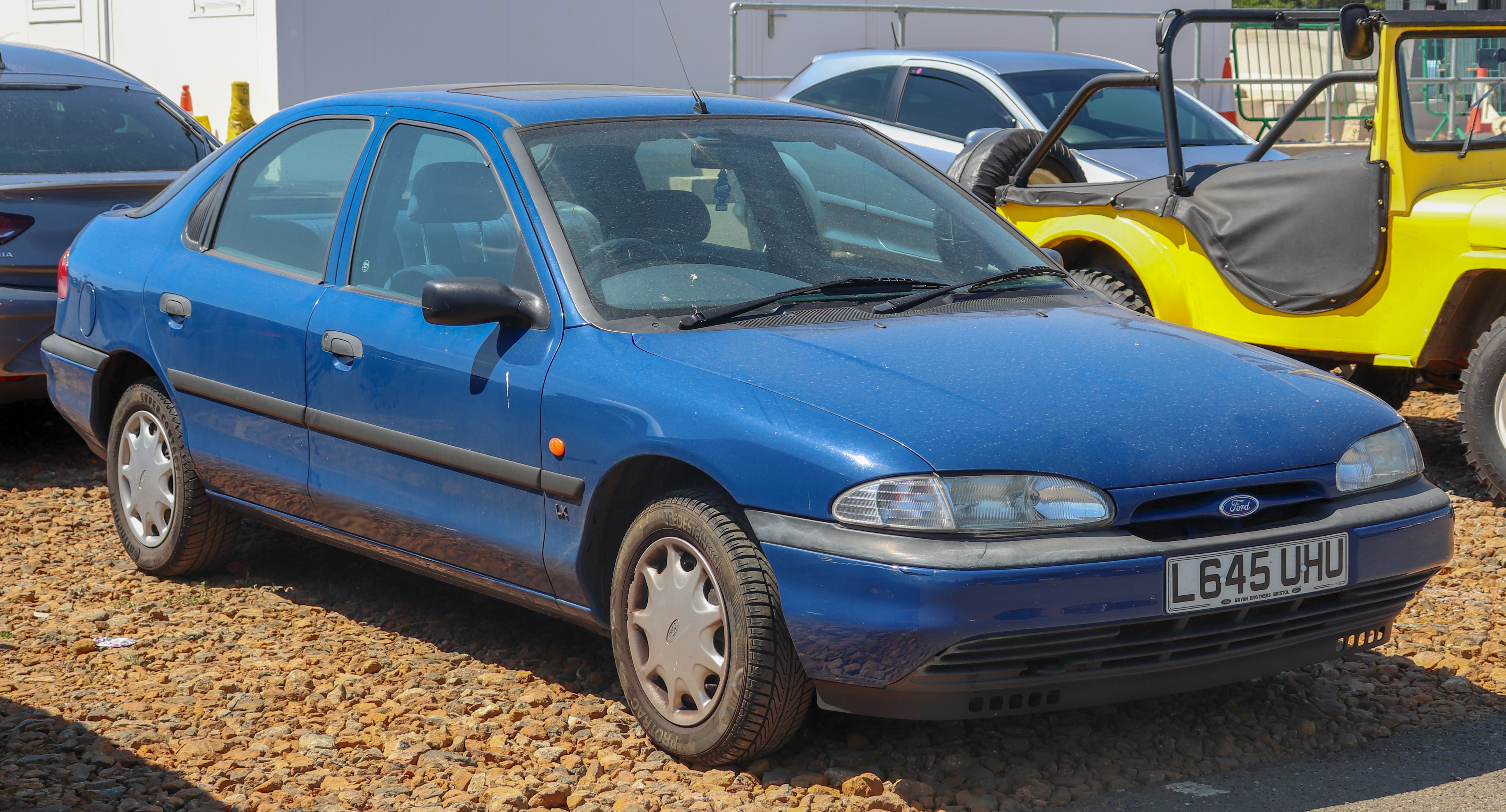
Дорестайлинг
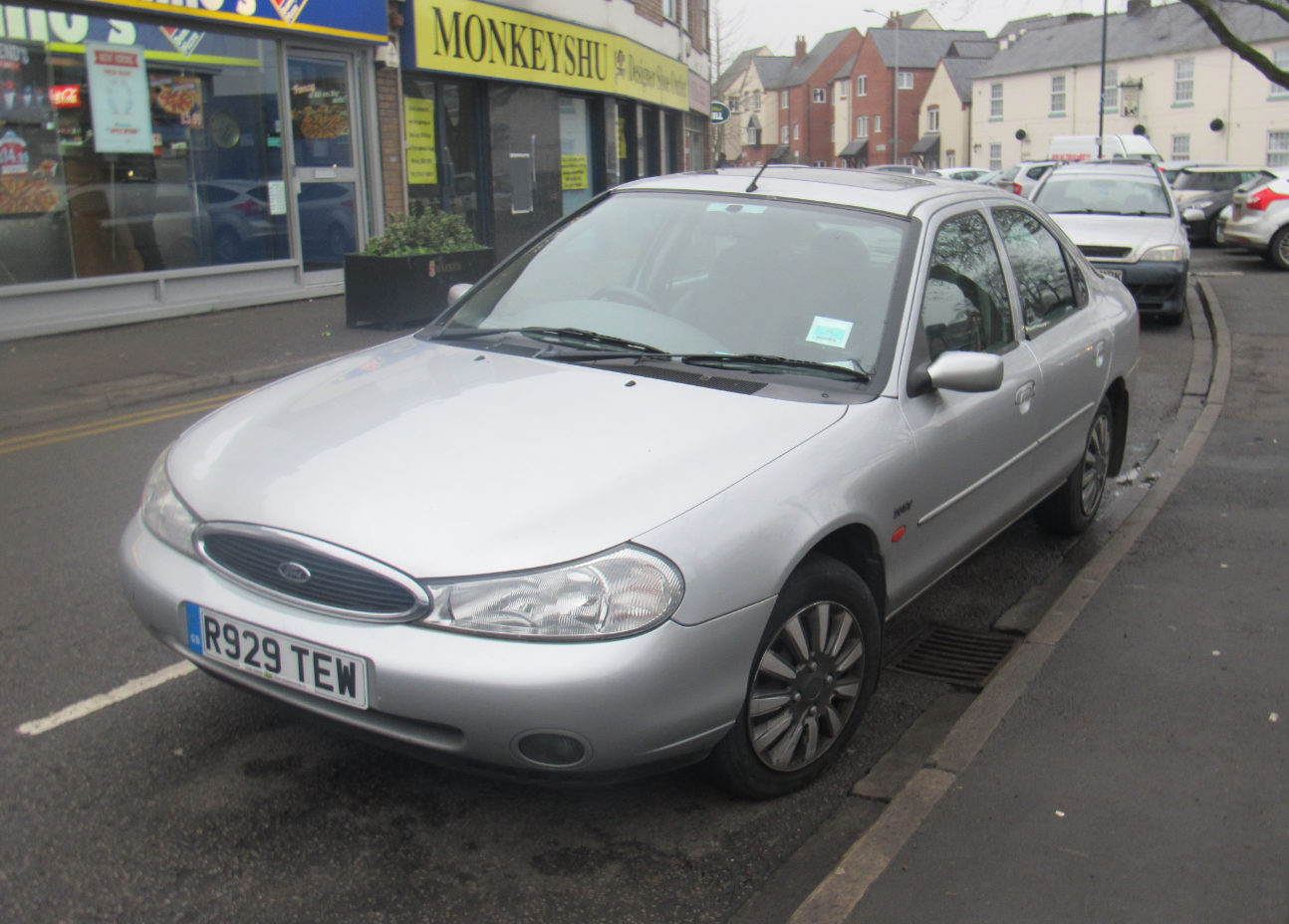
Рестайлинг

### Двигатели
В автомобиль устанавливался 16-клапанный двигатель Zetec доступный в трех версиях:
- 1,6 л. мощностью 90 л.с. (67 кВт)
- 1,8 л. мощностью 115 л.с. (86 кВт)
- 2,0 л. мощностью 136 л.с. (101 кВт)

Альтернативой двигателю Zetec был двигатель Endura-D 1.8 л., турбодизель. Этот двигатель берет происхождение ещё от старого 1,6 л. дизельного двигателя, используемого в Fiesta.

### Комплектации
В 1993—1996 гг. Mondeo выпускался в следующих комплектациях:
Для рынка Великобритании:
- Базовая версия — 1,6 л. Zetec 1,8 л. турбодизель, комплектация базового уровня, 4-дверный седан, 5-дверный хетчбэк, универсал
- Aspen — 1,6 л. Zetec 1,8 л. турбодизель, комплектация базового уровня, 5-дверный хетчбэк, универсал
- LX — 1,6 л./1.8 л./2.0 л. Zetec 1,8 л. турбодизель, комплектация среднего уровня, 4-дверный седан, 5-дверный хетчбэк, универсал
- GLX — 1,6 л./1.8 л./2.0 л. Zetec 1,8 л. турбодизель, роскошная отделка версии LX, 4-дверный седан, 5-дверный хетчбэк, универсал
- 24v — 2.5 л. Duratec V6, 4-дверный седан, 5-дверный хетчбэк, универсал (только в 1994—1995 гг.)
- Si — 2,0 л. 4-цилиндровый, 2,5 л. Duratec V6, спортивная версия, 4-дверный седан, 5-дверный хетчбэк, универсал, дополнительно можно было приобрести полный привод с двигателем Zetec 2.0 л.
- Ghia — 1,8 л./2.0 л. Zetec 2,5 л. Duratec V6, 1,8 л. турбодизель, комплектация среднего уровня, 4-дверный седан, 5-дверный хетчбэк, универсал, дополнительно можно было приобрести полный привод с двигателем Zetec 2.0 л.
- Ghia X — 2.0 л. Zetec 2,5 л. Duratec V6, 1,8 л. турбодизель, роскошная отделка комплектации Ghia, 4-дверный седан, 5-дверный хетчбэк, 5-дверный универсал, дополнительно можно было приобрести полный привод с двигателем Zetec 2.0 л.

Дополнительные уровни отделки на других европейских рынках:
- Mirage — 1,6 л. Zetec, базовый уровень отделки салона, 4-дверный седан, 5-дверный хетчбэк, универсал — предлагается только в Нидерландах
- CLX — 1,6 л./1.8 л./2.0 л. Zetec 1,8 л. турбодизель, комплектация среднего уровня, 4-дверный седан, 5-дверный хетчбэк, универсал — не предлагается в Великобритании
- Verona — 1,8 л., комплектация среднего уровня, 4-дверный седан, 5-дверный хетчбэк
- GLX — 1,6 л./1.8 л./2.0 л. Zetec 1,8 л. турбодизель, роскошная отделка комплектации CLX, 4-дверный седан, 5-дверный хетчбэк, универсал
- Business Edition — 1,6 л./1.8 л./2.0 л. 4-цилиндровый, 2,5 л. V6, 1,8 л. турбодизель, роскошная отделка комплектации LX, 4-дверный седан, 5-дверный хетчбэк, универсал — предлагается только в Нидерландах
- GT — 1,8 л./2.0 л. 4-цилиндровый, 2,5 л. V6, 1,8 л. турбодизель, спортивная версия, 4-дверный седан, 5-дверный хетчбэк, универсал — предлагается только в Нидерландах
- V6 — 2,5 л. V6, роскошная версия комплектации GT, 4-дверный седан, 5-дверный хетчбэк, универсал.

### Цены
| Модель                   | Кузов     | Двигатель | Мощность | Максимальная скорость | Разгон до 100 км/ч | Расход топлива | Цена      |
| ------------------------ | --------- | --------- | -------- | --------------------- | ------------------ | -------------- | --------- |
| Mondeo CLX 1.6i          | хетчбэк   | 1597      | 90       | 180                   | 13,7               | 7,6            | 31 900 DM |
| Mondeo CLX 1.8i          | хетчбэк   | 1796      | 115      | 195                   | 11,1               | 7,7            | 35 520 DM |
| Mondeo CLX 1.8TD         | хетчбэк   | 1753      | 88       | 181                   | 13,7               | 6,0            | 34 520 DM |
| Mondeo 24V               | хетчбэк   | 2544      | 170      | 225                   | 8,6                | 9,3            | 41 310 DM |
| Mondeo GLX 1.8i          | хетчбэк   | 1796      | 115      | 195                   | 11,1               | 7,7            | 36 450 DM |
| Mondeo Ghia 2.0i         | хетчбэк   | 1988      | 136      | 204                   | 9,7                | 8,4            | 42 920 DM |
| Mondeo Ghia 24V          | хетчбэк   | 2544      | 170      | 225                   | 8,6                | 9,3            | 46 920 DM |
| Mondeo CLX 1.6i          | седан     | 1597      | 90       | 180                   | 13,7               | 7,6            | 31 290 DM |
| Mondeo CLX 2.0i          | седан     | 1988      | 136      | 204                   | 9,7                | 8,4            | 36 530 DM |
| Mondeo CLX 1.8TD         | седан     | 1753      | 88       | 181                   | 13,7               | 6,0            | 33 910 DM |
| Mondeo 24V               | седан     | 2544      | 170      | 225                   | 8,6                | 9,3            | 40 700 DM |
| Mondeo GLX 1.8i          | седан     | 1796      | 115      | 195                   | 11,1               | 7,7            | 35 840 DM |
| Mondeo GLX 1.8TD         | седан     | 1753      | 115      | 181                   | 13,7               | 6,0            | 35 840 DM |
| Mondeo Ghia 2.0i         | седан     | 1988      | 136      | 204                   | 9,7                | 8,4            | 42 310 DM |
| Mondeo Ghia 24V          | седан     | 2544      | 170      | 224                   | 8,6                | 9,3            | 46 310 DM |
| Mondeo CL 1.6i Turnier   | универсал | 1597      | 90       | 175                   | 13,9               | 8,1            | 32 640 DM |
| Mondeo CL 1.8TD Turnier  | универсал | 1753      | 115      | 176                   | 14,1               | 6,6            | 35 260 DM |
| Mondeo CLX 1.6i Turnier  | универсал | 1597      | 90       | 175                   | 13,9               | 8,1            | 32 290 DM |
| Mondeo CLX 1.8TD Turnier | универсал | 1753      | 115      | 176                   | 14,1               | 6,6            | 34 910 DM |
| Mondeo 24VTurnier        | универсал | 2544      | 170      | 215                   | 8,7                | 9,7            | 41 700 DM |
| Mondeo GLX 1.6i Turnier  | универсал | 1597      | 90       | 175                   | 13,9               | 8,1            | 34 220 DM |
| Mondeo GLX 2.0i Turnier  | универсал | 1988      | 136      | 199                   | 9,9                | 8,9            | 39 460 DM |
| Mondeo Ghia 24V Turnier  | универсал | 2544      | 170      | 215                   | 8,7                | 9,7            | 47 310 DM |

Доплата за кузов хетчбэк и универсал не требуется. 
Доплата за боковые подушки безопасности - 350 DM.

## Третье поколение
Ford Mondeo третьего поколения (2000—2007) стал крупнее предшественника, обзавелся по-немецки солидным интерьером и по-прежнему выпускался с кузовами седан, хетчбэк (лифтбек) и универсал. Автомобиль оснащался бензиновыми двигателями 1.8, 2.0, 2.5 и 3.0 V6. Последний ставили и на «горячую» версию Mondeo ST220 (226 л. с.). Также были и турбодизели объёмом 2 и 2,2 литра. Дважды, в 2003 и 2005 году, автомобилю слегка обновляли внешность.

### Двигатели
- 1,8 л. (1798 куб.см) Duratec I4 , 110 л.с. (108 л.с. или 81 кВт, 165 Н·м) (1.8)
- 1,8 л. (1798 куб.см) Duratec I4 , 125 л.с. (125л.с. или 92 кВт, 169 Н·м) (1.8)
- 1,8 л. (1798 куб.см) Duratec SCi I4 , 131 л.с. (129 л.с. или 96 кВт, 175 Н·м) (1,8 SCi)
- 2,0 л. (1999 куб.см) Duratec I4 , 145 л.с. (145 л.с. или 107 кВт, 190 Н·м) (2.0)
- 2,5 л. (2495 куб.см) Duratec 24 V6 , 170 л.с. (168 л.с. или 125 кВт, 220 Н·м) (2.5)
- 3,0 л. (2967 куб.см) Duratec 30 V6 , 204 л.с. (201 л.с. или 150 кВт, 281 Н·м) (3.0)
- 3,0 л. (2967 куб.см) Duratec 30 V6 , 226 л.с. (223 л.с. или 166 кВт, 280 Н·м) (3.0 ST220)
- 2,0 л. (1998 куб.см) Duratorq I4 , 90 л.с. (89 л.с. или 66 кВт и 155, 210 Н·м) (2,0 TDDi 90)
- 2,0 л. (1998 куб.см) Duratorq I4 , 116 л.с. (114 л.с. или 85 кВт, 281 Н·м) (2,0 TDDi 115)
- 2,0 л. (1998 куб.см) Duratorq I4 , 116 л.с. (114 л.с. или 85 кВт, 281 Н·м) (2.0 TDCi 115)
- 2,0 л. (1998 куб.см) Duratorq I4 , 131 л.с. (129 л.с. или 96 кВт, 331 Н·м) (2.0 TDCi 130)
- 2,2 л. (2198 куб.см) Duratorq I4 , 155 л.с. (153 л.с. или 114 кВт, 359 Н·м) (2.2 TDCi 155)

## Четвертое поколение
Ford Mondeo четвертого поколения появился в 2007 году и производился до 2013 года. Седан среднего класса делит платформу с минивэном Ford S-Max, дебютировавшего в том же году на автошоу в Женеве. Эту платформу также получил и полноразмерный минивэн Ford Galaxy.
По сравнению с предшественником, новый Mondeo стал крупнее как внешне, так и внутренне, значительно возрос уровень шумо- и виброизоляции, больше внимания было уделено активной безопасности. Из элементов, которых не было на Ford Mondeo II, можно выделить систему помощи при старте на подъёме HLA, активный круиз-контроль ACC и систему контроля за давлением в шинах. Ещё одно новшество — система, пять раз в секунду отслеживающая плавность хода и меняющая жёсткость амортизаторов.
Последняя версия Ford Mondeo, представленная в 2010 году, выделяется новыми линиями капота, решеткой радиатора изменённой формы, стильными светодиодными огнями — и ещё более динамичным обликом.

### Комплектации
Ambiente
Боковые зеркала с эл приводом и подогревом
Задержка выключения фар
Кондиционер
Бортовой компьютер
ABS
Центральный замок с дист. управлением
7 подушек безопасности ( включая коленную водителя )
CD-магнитола на 1 диск
Передние электр. стеклоподъемники
Trend ( Ambiente + )
Противотуманные фары
2-зонный климат-контроль
Электр. Стеклоподъемники задних стекол
Рулевое колесо с кожаной отделкой
Электро регулировка сиденья водителя в 2 положениях
EBA - система помощи при экстренном торможении
ESP ( IVD ) - электронная система распределения тяговых усилий
Система TCS
Ghia ( Trend + )
Боковые зеркала с подсветкой, повторителем указателя поворота
Подогрев лобового стекла
Подогрев сидений водителя и пассажира
Автоматическое включение внешнего освещения, стеклоочистителей
Электрохроматическое зеркало заднего вида
Передние и задние коврики
Круиз-контроль
16-дюймовые легкосплавные диски
Titanium ( Trend + )
Боковые зеркала с подсветкой, повторителем указателя поворота
Подогрев лобового стекла
Подогрев сидений водителя и пассажира
Заводская тонировка стекол с "синим" отливом
Интеллектуальная панель приборов
Электрохроматическое зеркало заднего вида
Передние и задние коврики
16-дюймовые легкосплавные диски
Ghia X ( Ghia + )
Система "Keyless Start" - запуск двигателя без ключа
Боковые зеркала с "памятью" - запоминание установленного положения
Эл регулировка водительского сиденья в 8 положениях, с "памятью"
Кожаная отделка сидений
17-дюймовые легкосплавные диски
Titanum X ( Titanium + )
Система "Keyless Start" - запуск двигателя без ключа
Адаптивная система переднего освещения ( с поворотными лампами и дополнительными статическими лампами подсветки)
Отделка сидений замшей Alcantara
17-дюймовые легкосплавные диски
В 2010 году комплектации Ghia X и Titanium X заменили комплектации Titanium Black и Titanium Sport.

#### Двигатели
Ford Mondeo IV Hatchback
```
1.6 i 16V (110 Hp)  	 с 2007	 по наст.	 110 л.с.	 5 двер.
2.0 i 16V (145 Hp)  	 с 2007	 по наст.	 145 л.с.	 5 двер.
2.0 TDCi (130 Hp)  	 с 2007	 по наст.	 130 л.с.	 5 двер.
2.0 TDCi (140 Hp)  	 с 2007	 по наст.	 140 л.с.	 5 двер.
2.3 i 16V (160 Hp)  	 с 2007	 по наст.	 161 л.с.	 5 двер.
2.5 i 20V (220 Hp)  	 с 2007	 по наст.	 220 л.с.	 5 двер.
```

Ford Mondeo IV Turnier
```
1.6 i 16V (110 Hp)  	 с 2007	 по наст.	 110 л.с.	 5 двер.
1.6 i 16V (125 Hp)  	 с 2007	 по наст.	 125 л.с.	 5 двер.
2.0 i 16V (145 Hp)  	 с 2007	 по наст.	 145 л.с.	 5 двер.
2.0 TDCi (130 Hp)  	 с 2007	 по наст.	 130 л.с.	 5 двер.
2.0 TDCi (140 Hp)  	 с 2007	 по наст.	 140 л.с.	 5 двер.
2.3 i 16V (160 Hp)  	 с 2007	 по наст.	 161 л.с.	 5 двер.
2.5 i 20V (220 Hp)  	 с 2007	 по наст.	 220 л.с.	 5 двер.
```

Ford Mondeo IV
```
1.6 i 16V (125 Hp)  	 с 2006	 по наст.	 125 л.с.	 4 двер.
2.0 i 16V (145 Hp)  	 с 2006	 по наст.	 145 л.с.	 4 двер.
2.0 TDCi (130 Hp)  	 с 2006	 по наст.	 130 л.с.	 4 двер.
2.0 TDCi (140 Hp)  	 с 2006	 по наст.	 140 л.с.	 4 двер.
2.3 i 16V (160 Hp)  	 с 2006	 по наст.	 161 л.с.	 4 двер.
2.5 i 20V (220 Hp)  	 с 2006	 по наст.	 220 л.с.	 4 двер.
```

## Mk IV Facelift
Обновленная модель Ford Mondeo четвертого поколения была представлена 25 августа 2010 года на Московском международном автосалоне. Изменения во внешности включают новый капот, фальшрадиаторную решетку, передний и задний бампера. Добавлены светодиодные фары дневного хода, изменена структура задних фонарей со светодиодами.
Оборудование салона теперь включает светодиодную подсветку, новую навигационную систему и аудиосистему Premium Sound System с восьмиканальным усилителем мощностью 265 Ватт, полностью новой акустикой и большим 17-литровым сабвуфером.
На обновленные модели устанавливаются турбированные моторы EcoBoost объёмом 2,0 литра мощностью предлагается в модификациях 200 и 240 сил и 1,6 литра мощностью 160 сил, 2,2-литровый турбодизель Duratorq TDCi мощностью 200 лошадиных сил, ставится на топовую версию автомобиля в комплектации Sport. 2,0-литровый турбодизель Duratorq TDCi в версиях 115 (300 Н·м), 140 (320 Н·м) и 163 (340 Н·м) лошадиные силы. Бензиновые моторы агрегируются 6-ступенчатой роботизированной трансмиссией PowerShift с двумя сцеплениями. Кроме мотора EcoBoost объёмом 1,6 литра, в котором установлена 6-ти ступенчатая механическая коробка передач.
Обновлённая версия стала технологичнее, в список дополнительного оборудования добавились: система мониторинга слепых зон, система слежения за дорожной разметкой, интеллектуальный блок управления головным светом автоматически переходящий с дальнего света на ближний.

### Безопасность
Независимая организация EuroNCAP (European New Car Assessment Programme — европейская программа оценки новых автомобилей) по результатам краш-тестов оценило безопасность модели на пять звёзд (35 баллов).
| Euro NCAP                                               | Euro NCAP | Euro NCAP | Euro NCAP |
| ------------------------------------------------------- | --------- | --------- | --------- |
| Рейтинги                                                | Пассажир  |           | 35        |
| Рейтинги                                                | Ребёнок   |           | 39        |
| Рейтинги                                                | Пешеход   |           | 18        |
| Протестированная модель: Ford Mondeo 2,0 хетчбэк (2007) |           |           |           |

Новинки в системе пассивной безопасности автомобиля:
- Сверхжёсткий каркас кузова, снижающий деформацию капсулы безопасности.
- Новая подушка безопасности для коленей водителя[7].

Система активной безопасности автомобиля:
- Антиблокировочная система тормозов (ABS) с электронным распределением тормозных усилий (EBD),
- Электронная система стабилизации курсовой устойчивости (ESP),
- Адаптивный круиз-контроль (АСС) с системой предупреждения об опасности (FA) (опция).

## Пятое поколение
Пятое поколение Mondeo было показано в январе 2012 года на Североамериканском международном автосалоне. Новая модель имеет много общего с концептом Ford Evos, который был представлен годом ранее на Франкфуртском автосалоне и продается с 2012 года в США под именем Fusion. В Европе по состоянию на сентябрь 2014 года модель пока не представлена.
Кузовная составляющая пятого поколения Mondeo разрабатывалась с чистого листа и на процент стали высокой прочности в его конструкции было отведено 61%. Ford прекратил производство Mondeo на своем заводе в Валенсии в марте 2022 года, поскольку продажи Mondeo сократились, а покупатели стали отдавать предпочтение кроссоверам и внедорожникам .

## Шестое поколение
Седан Mondeo шестого поколения был представлен в Китае в январе 2022 года. Ford подтвердил, что модель не будет продаваться в Европе и Северной Америке.  На Ближнем Востоке она продается как Ford Taurus.  

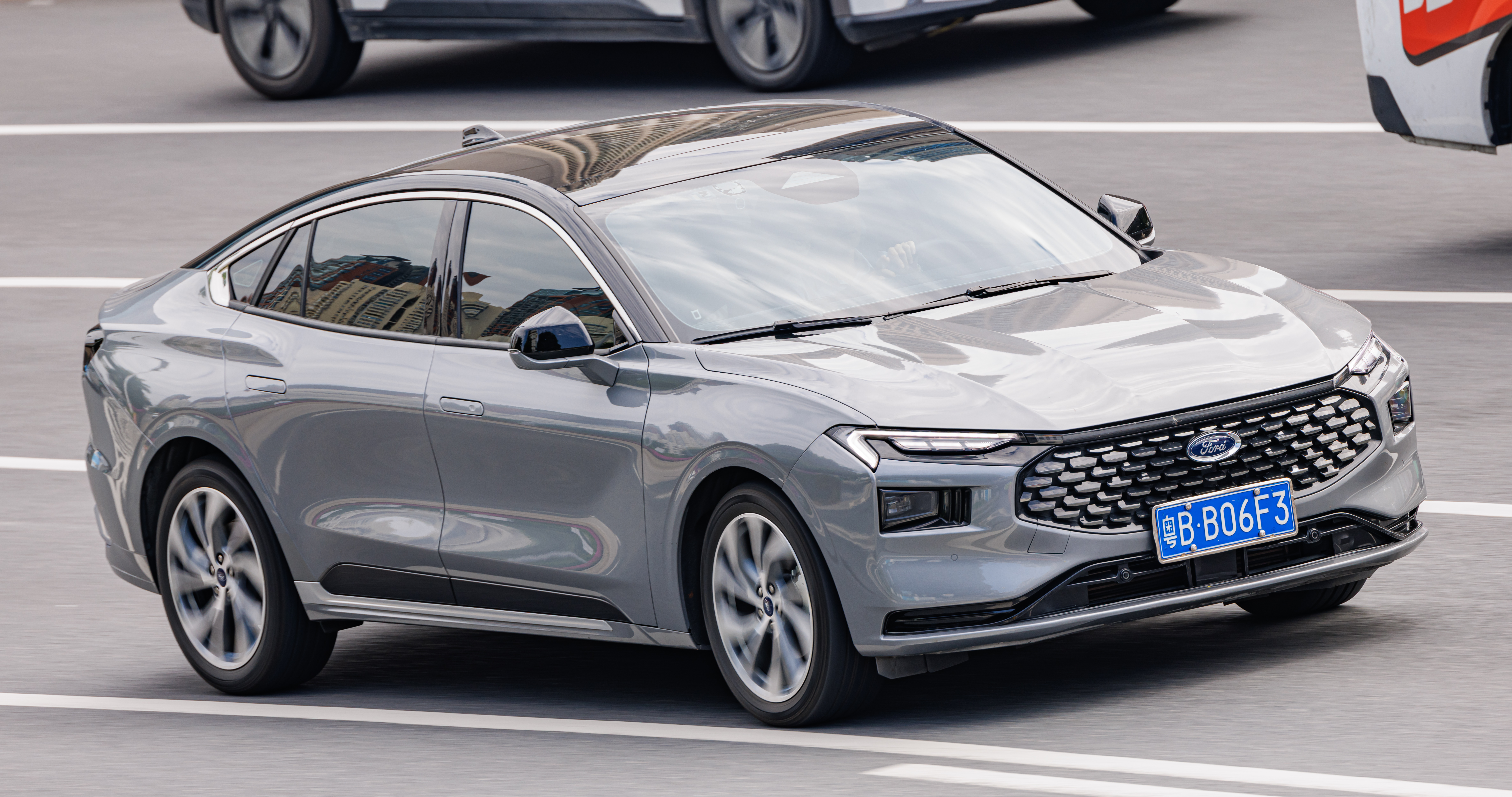
Вид спереди
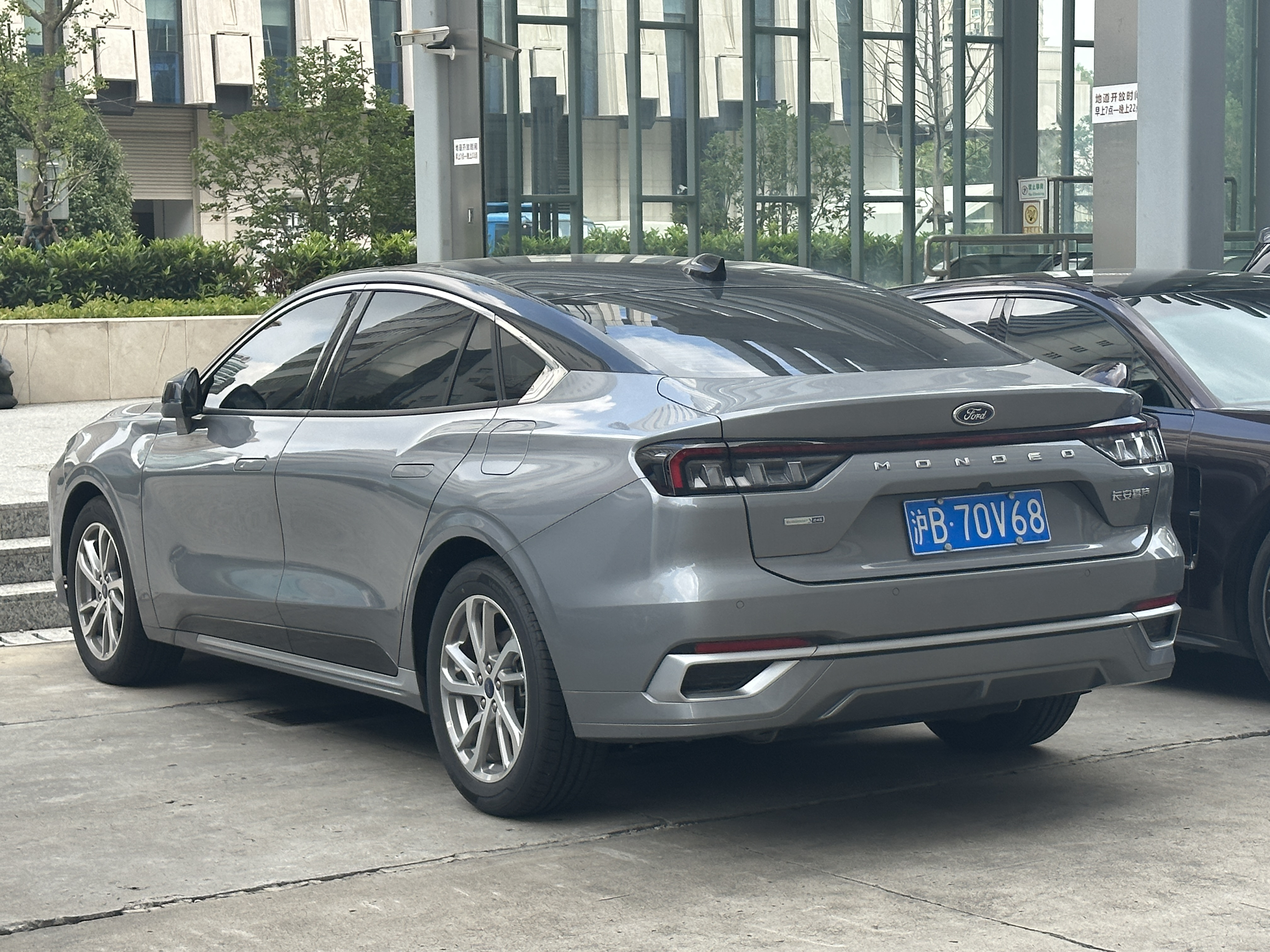
Вид сзади

## Продажи
| Рынок                                  | 1993    | 1994    | 1995    | 1996    | 1997    | 1998             | 1999                  | 2000                  | 2001    | 2002                   | 2003    | 2004    | 2005    | 2006    | 2007    | 2008    | 2009    | 2010   | 2011    | 2012    | 2013   |
| -------------------------------------- | ------- | ------- | ------- | ------- | ------- | ---------------- | --------------------- | --------------------- | ------- | ---------------------- | ------- | ------- | ------- | ------- | ------- | ------- | ------- | ------ | ------- | ------- | ------ |
| Германия                               | 58 314  | 82 171  | 87 532  | 89 413  | 87 527  | 84 781           | 47 712                | 30 692                | 65 642  | 61 323                 | 45 101  | 34 134  | 32 942  | 28 108  | 29 067  | 32 678  | 23 842  | 20 304 | 22 555  | 18 958  | 13 572 |
| Великобритания                         | 88 660  | 127 144 | 118 040 | 100 725 | 107 239 | 99 729           | 77 183                | 69 377                | 86 559  | 72 016                 | 60 046  | 60 441  | 57 589  | 48 021  | 47 800  | 44 150  | 34 418  | 30 115 | 20 297  | 21 662  |        |
| Россия                                 | н/д     | н/д     | н/д     | н/д     | н/д     | н/д              | н/д                   | 241                   | 1031    | н/д                    | 2769    | 3866    | 6173    | 10 120  | 8188    | 13 299  | 7322    | 10 961 | 15 118  | 15 005  |        |
| Франция                                | 27 784  | 36 738  | 26 298  | 23 872  | 22 921  | 21 810           | 25 996                | 10 762 (за 6 месяцев) | н/д     | 17 755 (за 10 месяцев) | 15 801  | 8643    | 8141    | 5322    | 8272    | 9445    | 7944    | 5616   | 4437    | 2973    |        |
| Нидерланды                             | 8318    | 12 220  | 12 555  | 14 934  | 12 479  | 12 284           | 9452                  | 8041                  | 12 552  | 10 888                 | 8547    | 4830    | 4045    | 3800    | 5327    | 9958    | 4975    | 3711   | 2420    | 2458    |        |
| Швейцария                              | 5831    | 8344    |         | 6560    |         |                  | 43 622 (за 1993—1999) | н/д                   | н/д     | н/д                    | н/д     | н/д     | н/д     | н/д     | н/д     | 1610    | 1046    | 866    | н/д     | н/д     |        |
| Ирландия                               | 1359    | 3386    | н/д     | 2980    | н/д     | н/д              | н/д                   | н/д                   | н/д     | н/д                    | 3214    | 3441    | н/д     | н/д     | 3689    | 6737    | 1505    | 1637   | 1631    | 1233    |        |
| Испания                                | 21 363  | 21 678  | н/д     | 17 048  | н/д     | н/д              | н/д                   | н/д                   | н/д     | н/д                    | 23 403  | 23 592  | 21 228  | 15 221  | 16 771  | 12 760  | 8350    | 6243   | 4397    | 3301    |        |
| Италия                                 | н/д     | н/д     | н/д     | н/д     | 22 465  | 18 326           | н/д                   | 4770                  | 16 071  | н/д                    | н/д     | н/д     | н/д     | н/д     | н/д     | н/д     | н/д     | н/д    | н/д     | н/д     |        |
| Швеция                                 | 5669*   | 6518    | 5466    | 6180    | 7645    | 6255             | 4996                  | 4478                  | 7751    | 6490                   | 5516    | 4333    | 3238    | 2293    | 3459    | 2941    | 2635    | 2979   | 3043    | 1654    | 995    |
| Норвегия                               | 3038    | 6100    | н/д     | 5600    | н/д     | 3191             | н/д                   | 1363                  | 4605    | 3305                   | 2796    | 3239    | 2212    | 1558    | 3123    | 4745    | 3466    | 3422   | 3207    | 2445    |        |
| Дания                                  | 3290    | 7599    | н/д     | 5590    | н/д     | 5010             | н/д                   | н/д                   | 5688    | 4550                   | 2988    | 3955    | 3701    | 3517    | 3644    | 1896    | 2297    | 3161   | 3022    | 1865    |        |
| Финляндия                              | 1759    | 2841    | н/д     | 3390    | н/д     | 4908             | н/д                   | н/д                   | 4618    | 4265                   | 4097    | 3082    | 2653    | 1889    | 2735    | 2893    | 1955    | 2332   | 2209    | 1471    |        |
| Польша                                 |         |         |         |         | 2478    | 4715             | 3309                  | 1798                  | 2668    | 5003                   | 6866    | 7130    | 3874    | 2956    | 3666    | 6424    | 5436    | 5535   | 4096    | 3408    |        |
| Чехия                                  | н/д     | н/д     | н/д     | н/д     | н/д     | н/д              | н/д                   | н/д                   | н/д     | 1818                   | 1746    | 969     | 777     | 709     | 594     | 780     | 1788    | 1418   | 1813    | 1267    |        |
| Греция                                 | н/д     | 1053    | н/д     | н/д     | н/д     | н/д              | н/д                   | 813                   | 2750    | 3014                   | 2675    | 2572    | 2108    | 1497    | 2166    | 2582    | 1502    | 745    | 362     | 116     |        |
| Латвия                                 | н/д     | н/д     | н/д     | н/д     | н/д     | н/д              | н/д                   | 12                    | 96      | 119                    | 120     | 111     | 126     | н/д     | н/д     | н/д     | 23      | 36     | 50      | 56      |        |
| Европа                                 | 259 650 | 373 169 | 350 431 | 319 676 | н/д     | 311 000          | 231 522               | 189 671               | 286 794 | 250 316                | 199 370 | 183 357 | 165 303 | 131 749 | 148 818 | 163 262 | 114 659 | 98 138 | 86 433  | 71 384  |        |
| США (Focus Contour + Mercury Mystique) | 0       | н/д     | н/д     | н/д     | 150 000 | 139 838 + 38 274 | 134 487 + 39 531      | н/д                   | 0       | 0                      | 0       | 0       | 0       | 0       | 0       | 0       | 0       | 0      | 0       | 0       |        |
| Весь мир                               | н/д     | н/д     | н/д     | н/д     | 577 587 | 513 439          | н/д                   | 194 072               | н/д     | н/д                    | н/д     | н/д     | н/д     | н/д     | н/д     | н/д     | н/д     | н/д    | 178 134 | 166 138 |        |

- - вместе с Ford Sierra

## Награды
- 1993 What Car? Автомобиль года
- 1994 Semperit ирландский Автомобиль года
- 1994 Европейский автомобиль года
- 1997 Top 10 самых надежных автомобилей, произведенных в Великобритании.
- 1998 Лучший семейный автомобиль в Великобритании.
- 2001 What Car? Автомобиль года
- 2001 Top Gear Автомобиль года
- 2005 Премия «отлично» по Euro NCAP, в краш-тестах.
- 2006 What Car? лучший семейный автомобиль
- 2007 Auto Express Автомобиль Года (британский журнал сообщил, что все новые Mondeo является "лучшим автомобилем из всего модельного ряда Ford")
- 2007 Fifth Gear премия за лучший семейный автомобиль
- 2007 Top Gear Автомобиль года
- 2007 RACV Лучший автомобиль за $ 28000
- 2007 Drive Автомобиль года: Лучший автомобиль
- 2008 Semperit ирландский Автомобиль года
- 2008 What Car? Лучший универсал
- 2008 What Car? Лучший семейный автомобиль
- 2008 Top 10 автомобилей на Motor Trend
- 2008 10 лучших автомобилей по Автомобиль и водитель
- 2008 Лучший отечественный седан на Car Magazine Новости (Тайвань)
- 2008 Лучший автомобиль для вождения в исполнение Сина
- 2008 Drive Автомобиль года: Лучший автомобиль среднего
- 2008 Caravan Club автомобиль года
- 2009 What Car? Лучший универсал
- 2009 What Car? Лучший семейный автомобиль
- 2009 Лучший автомобиль Новой Зеландии
- 2010 Drive Автомобиль года: Лучший автомобиль среднего
- 2011 What Car? Лучший универсал
- 2011 What Car? Лучший семейный автомобиль
- 2012 What Car? Лучший универсал
- 2012 What Car? Лучший семейный автомобиль